# Ne letji menja
Ne letji menja (russisk: Не лечи меня) er en russisk spillefilm fra 2021 af Mikhail Marales.

## Medvirkende
- Ivan Jankovskij som Ilja Tretjakov
- Lukerja Iljasjenko som Vera
- Aleksandr Demidov som Stepan Olegovitj Kalugin
- Dmitrij Nagijev som Viktor Sergejevitj Popov
- Jelena Sever som Oksana Valerjevna Sjerman